# Lekkoatletyka na Letnich Igrzyskach Olimpijskich 1968 – pięciobój kobiet
Pięciobój kobiet kobiet podczas XIX Letnich Igrzysk Olimpijskich w Meksyku rozegrano 15 i 16 października 1968 na Estadio Olímpico Universitario. Zwyciężczynią została reprezentantka Republiki Federalnej Nieniec Ingrid Becker.

## Rekordy

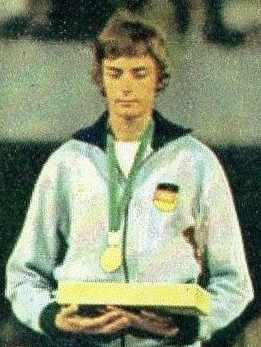
Ingrid Becker

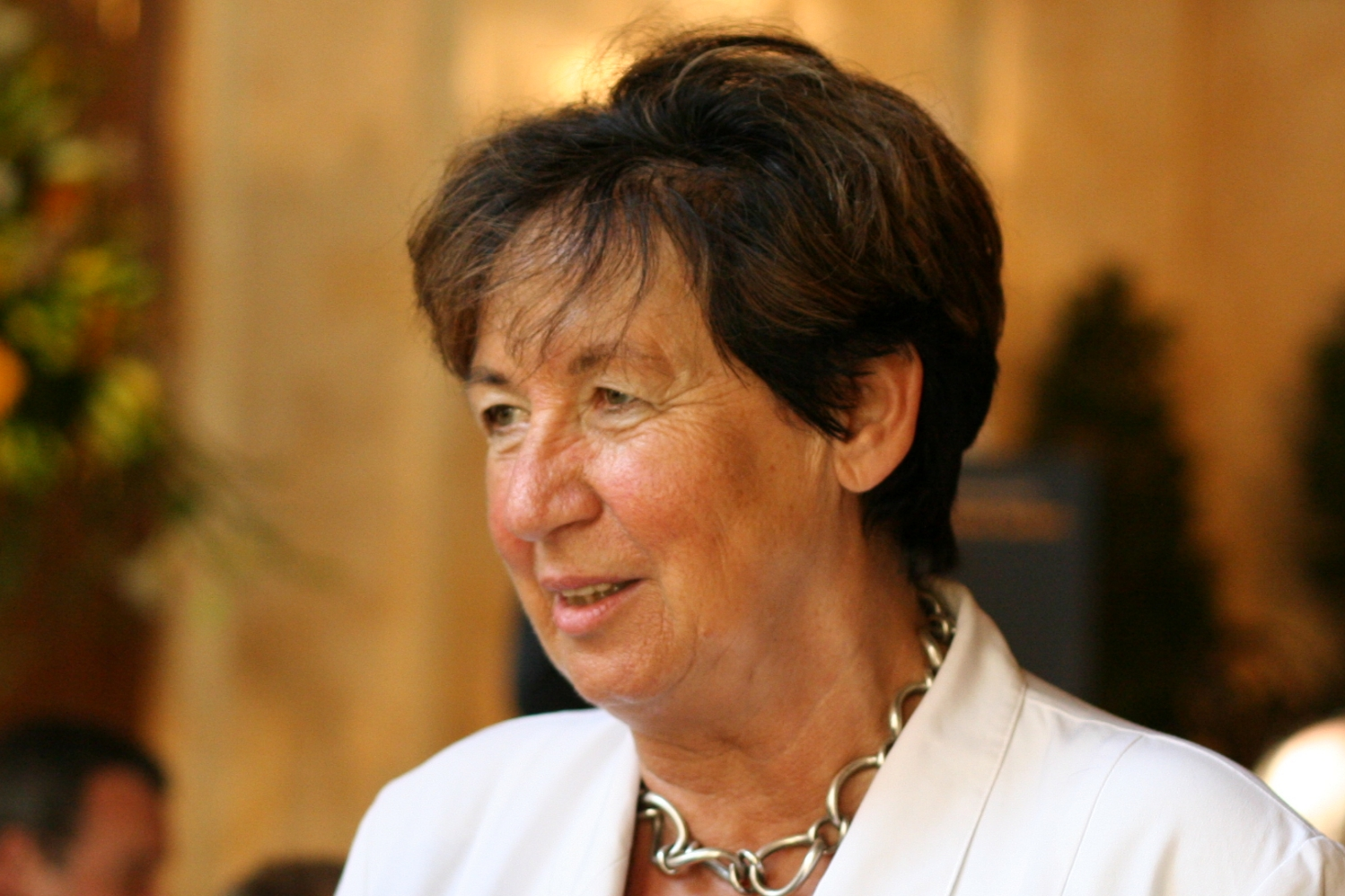
Liese Prokop

|                   | Zawodniczka | Narodowość | Wynik | Data                    | Miejsce |
| ----------------- | ----------- | ---------- | ----- | ----------------------- | ------- |
| Rekord świata     | Irina Press | ZSRR       | 5246  | 16–17 października 1964 | Tokio   |
| Rekord olimpijski | Irina Press | ZSRR       | 5246  | 16–17 października 1964 | Tokio   |

## Wyniki
| Poz. - pozycja |
| – rekord świata \| – rekord krajowy \| – rekord życiowy \| = – wyrównany rekord życiowy \| · – najlepszy wynik w sezonie \| = – wyrównany najlepszy wynik w sezonie \| – rekord olimpijski |
| DNF – nie ukończyła \| DNS – nie wystartowała \| DSQ – zdyskwalifikowana \| NM – Wszystkie próby nieważne                                                                                  |

| Poz. | Zawodniczka           | Punkty        | 80 m ppł | Kula    | Wzwyż  | W dal  | 200 m  |
| ---- | --------------------- | ------------- | -------- | ------- | ------ | ------ | ------ |
| 1    | Ingrid Becker         | 5098 (5084)   | 10,9 s   | 11,48 m | 1,71 m | 6,43 m | 23,5 s |
| 2    | Liese Prokop          | 4966 · (4956) | 11,2 s   | 14,61 m | 1,68 m | 5,97 m | 25,1 s |
| 3    | Annamária Tóth        | 4959 · (4942) | 10,9 s   | 12,69 m | 1,59 m | 6,12 m | 23,8 s |
| 4    | Walentina Tichomirowa | 4927 (4920)   | 11,1 s   | 14,12 m | 1,65 m | 5,99 m | 24,9 s |
| 5    | Manon Bornholdt       | 4890 (4876)   | 11,0 s   | 12,37 m | 1,59 m | 6,42 m | 24,8 s |
| 6    | Pat Winslow           | 4877 (4863)   | 11,4 s   | 13,33 m | 1,65 m | 5,97 m | 24,5 s |
| 7    | Inge Bauer            | 4849 (4840)   | 11,4 s   | 13,00 m | 1,59 m | 6,22 m | 24,5 s |
| 8    | Meta Antenen          | 4848 · (4828) | 10,7 s   | 11,06 m | 1,62 m | 6,30 m | 24,9 s |
| 9    | Mary Peters           | 4803 (4780)   | 11,0 s   | 15,09 m | 1,53 m | 5,60 m | 24,9 s |
| 10.  | Sue Scott             | 4786 (4766)   | 11,0 s   | 11,33 m | 1,56 m | 6,20 m | 24,3 s |
| 11.  | Jenny Meldrum         | 4774 · (4761) | 11,0 s   | 12,41 m | 1,59 m | 5,89 m | 24,8 s |
| 12.  | Marijana Lubej        | 4764 (4752)   | 10,9 s   | 10,38 m | 1,59 m | 6,01 m | 23,9 s |
| 13.  | Nina Hansen           | 4738 · (4717) | 10,9 s   | 10,92 m | 1,59 m | 6,19 m | 25,0 s |
| 14.  | Sneżana Jurukowa      | 4728 (4713)   | 11,0 s   | 11,83 m | 1,59 m | 5,98 m | 25,1 s |
| 15.  | Monique Bantégny      | 4697 (4685)   | 11,5 s   | 12,18 m | 1,65 m | 5,90 m | 25,3 s |
| 16.  | Ann Wilson            | 4688 (4675)   | 11,1 s   | 10,58 m | 1,62 m | 6,01 m | 24,8 s |
| 17.  | Marjan Ackermans      | 4650 (4640)   | 11,5 s   | 12,62 m | 1,65 m | 5,65 m | 25,5 s |
| 18.  | Berit Berthelsen      | 4649 (4634)   | 11,6 s   | 10,80 m | 1,56 m | 6,28 m | 24,5 s |
| 19.  | Gerda Uhlemann        | 4644 (4637)   | 11,3 s   | 12,00 m | 1,53 m | 6,02 m | 25,0 s |
| 20.  | Aída dos Santos       | 4578 · (4561) | 11,6 s   | 12,41 m | 1,59 m | 5,50 m | 249 s  |
| 21.  | Magalì Vettorazzo     | 4504 (4497)   | 11,1 s   | 10,34 m | 1,45 m | 5,84 m | 24,2 s |
| 22.  | Cornelia Popescu      | 4435 (4419)   | 12,1 s   | 11,25 m | 1,62 m | 5,89 m | 26,2 s |
| 23.  | Sieglinde Ammann      | 4414 (4397)   | 11,7 s   | 10,35 m | 1,53 m | 6,07 m | 25,7 s |
| 24.  | Cathy Hamblin         | 4330 (4318)   | 11,9 s   | 10,66 m | 1,50 m | 5,72 m | 25,3 s |
| 25.  | Lolita Lagrosas       | 4131 (4120)   | 11,8 s   | 9,93 m  | 1,53 m | 5,50 m | 27,0 s |
| 26.  | Lin Chun-yu           | 4104 (4087)   | 11,6 s   | 9,82 m  | 1,48 m | 5,36 m | 26,5 s |
| 27.  | Tien Ah-mei           | 3899 (3833)   | 11,8 s   | 9,04 m  | 1,35 m | 5,06 m | 25,2 s |
| 28.  | Galina Sofina         | 3828 (3815)   | 11,6 s   | 14,43 m | 1,59 m | 5,76 m | DNF    |
| 29.  | Đurđa Fočić           | 3814 (3808)   | 11,1 s   | 11,80 m | 1,62 m | 5,90 m | 41,8 s |
| 30.  | Roswitha Emonts-Gast  | 3654 (3634)   | 11,5 s   | 12,33 m | NM     | 5,81 m | 25,7 s |
| 31.  | Mercedes Román        | 3604 (3593)   | 11,3 s   | 10,08 m | NM     | 5,71 m | 24,6 s |
| 32.  | Jean Robotham         | 2909 (2892)   | 13,4 s   | 8,73 m  | NM     | 4,74 m | 25,4 s |
| –    | Gunilla Cederström    | DNF           | 11,6 s   | 10,36 m | 1,53 m | –      | –      |
| –    | Bärbel Löhnert        | DNS           |          |         |        |        |        |
| –    | Heide Rosendahl       | DNS           |          |         |        |        |        |